# Igrejas de madeira de Maramureș
As igrejas de madeira de Maramureș são um conjunto de quase cem igrejas construídas em madeira e situadas na região histórica de Maramureș, no norte da Transilvânia, Roménia. Oito delas estão inscritas na lista do Património Mundial da UNESCO desde 1999.
Quase todas essas igrejas são ortodoxas, mas há também algumas greco-católicas. Apresentam diversos estilos arquitetónicos e são de diferentes períodos. Têm em comum serem construções altas de madeira, com uma característica torre alta e esguia no lado ocidental do edifício, sobre a entrada, e uma enorme telhado que faz o corpo da igreja parecer minúsculo. Todas são feitas de toros grossos e algumas são pequenas e escuras no interior, mas também há igrejas com dimensões notáveis. No interior têm pinturas bastante naïf de cenas bíblicas, geralmente da autoria de artistas locais. Constituem uma expressão particular da arquitetura vernacular da paisagem cultural daquela região montanhosa do norte da Roménia.
As igrejas de madeira ainda existentes foram construídas entre os séculos XVII e XIX, como resposta à proibição da construção de igrejas ortodoxas em pedra, declarada pelas autoridades católicas austro-húngaras. Algumas delas foram erigidas no local de igrejas mais antigas. 
Maramureș é uma das regiões mais conhecidas da Roménia, embora não seja muito visitada por turistas, com tradições próprias que remontam à Idade Média. As suas aldeias com casas e igrejas de madeiras, o estilo de vida tradicional e o vestuário típico muito colorido ainda usado na região fazem dela quase um museu vivo, único na Europa.

## Descrição
A região histórica de Maramureș, desde a Segunda Guerra Mundial partilhada entre a Roménia (o distrito de Maramureș) e a Ucrânia (o oblast da Transcarpátia), é um dos locais onde a construção tradicional com troncos de madeira não foi abandonada e onde sobrevive um rico património em construções de madeira. A tradição de construção de igrejas em madeira em Maramureș meridional (a parte atualmente romena) remonta ao início do século XVI. Devido aos conhecimentos técnicos usadas na construção dessas igrejas ter sido difundido noutras partes da Europa, o interesse histórico das igrejas de Maramureș é grande inclusive em regiões bastante distantes da Roménia.
As cerca de cem igrejas ainda em pé constituem cerca de um terço das que existiam há dois séculos. Além das igrejas existentes, o estudo das técnicas de construção em madeira recorre aos conhecimentos de alguns velhos carpinteiros. Entre a Idade Média e o início do século XVIII, eram raros os artesãos com conhecimento e experiência para construir grandes estruturas de toros com paredes planas e bem vedadas e juntas niveladas. Os carpinteiros de Maramureș que sabiam fazer tais construções não eram simples camponeses, mas sim profissionais especializados que preservavam um conhecimento avançado sobre a construção de igrejas ao longo de gerações.
O estudo das igrejas de madeira de Maramureș ainda existentes revela a existência durante os séculos XVII e XVIII de pelos menos duas escolas familiares de carpinteiros de igrejas. É também possível distinguir três itinerários principais e numerosos itinerários secundários, que indicam o trabalho de alguns dos carpinteiros de igrejas mais importantes ativos na região. Em alguns casos é ainda possível identificar mudanças entre diversas gerações. Na generalidade das igrejas, é patente o grande nível técnico, a alta qualidade da madeira e o refinamento artístico.
A construção das igrejas deve-se principalmente a nobres ortodoxos, os quais foram decisivos na formação de um estilo religioso característico da região. As igrejas espelham a sociedade local, constituída por senhorios de terras modestos, que eram simultaneamente ortodoxos orientais e nobres ocidentais.
Após a queda do regime comunista em 1989, a construção de igrejas foi retomada nas Roménia, pelo que atualmente existem igrejas de madeira novas construídas no estilo tradicional.

## Listas

### Igrejas classificadas como Património Mundial (Roménia)
| Nome                                              | Localidade    | Comuna        | Coorde- nadas                 | Fotografia |
| ------------------------------------------------- | ------------- | ------------- | ----------------------------- | ---------- |
| Igreja da Apresentação de Nossa Senhora no Templo | Bârsana       | Bârsana       | 47° 49' 14" N 24° 3' 16" E    |            |
| Igreja de São Nicolau                             | Budești       | Budești       | 47° 43' 54" N 23° 56' 39" E   |            |
| Igreja de Santa Paraschiva                        | Desești       | Desești       | 47° 46' 26.7" N 23° 51' 19" E |            |
| Igreja da Natividade (ou da Colina)               | Ieud          | Ieud          | 47° 40' 35" N 24° 14' 11" E   |            |
| Igreja dos Arcanjos Miguel e Gabriel              | Plopiș        | Șișești       | 47° 35' 30" N 23° 46' 15" E   |            |
| Igreja de Santa Paraschiva                        | Poienile Izei | Poienile Izei | 47° 41' 56" N 24° 6' 48" E    |            |
| Igreja dos Santos Arcanjos                        | Rogoz         | Târgu Lăpuș   | 47° 28' 9" N 23° 55' 38" E    |            |
| Igreja dos Santos Arcanjos                        | Șurdești      | Șișești       | 47° 35' 49" N 23° 45' 52" E   |            |

### Lista mais extensa
Notas:
- Esta lista está incompleta e inclui algumas igrejas que já não existem
- As igrejas são designadas pelos nomes das localidades onde se situam. Em localidades em que há mais do que uma igreja, são usadas as designações Susani e Josani, que significam em romeno algo semelhante a, respetivamente "alta" (da aldeia) e "baixa" (da aldeia).

| Subregião                    | Comuna ou raion       | Nome em romeno                             | Coordenadas                     | Nome em húngaro               | Nome em ucraniano      |
| ---------------------------- | --------------------- | ------------------------------------------ | ------------------------------- | ----------------------------- | ---------------------- |
| Vale do Cosău                | Budești               | Budești Josani                             | 47° 43' 54" N 23° 56' 39" E     | Budfalu                       |                        |
| Vale do Cosău                | Budești               | Budești Susani                             | 47° 43' 25" N 23° 56' 50" E     | Budfalu                       |                        |
| Vale do Cosău                | Budești               | Sârbi Josani                               | 47° 46' 4" N 23° 56' 47" E      | Szerfalu                      |                        |
| Vale do Cosău                | Budești               | Sârbi Susani                               | 47° 45' 2" N 23° 56' 11" E      | Szerfalu                      |                        |
| Vale do Cosău                | Călinești             | Călinești Căeni                            | 47° 47' 11" N 23° 58' 48" E     | Felsö Kalinfalu               |                        |
| Vale do Cosău                | Călinești             | Călinești Susani                           | 47° 47' 4" N 23° 57' 55" E      | Felsö Kalinfalu               |                        |
| Vale do Cosău                | Călinești             | Cornești                                   | 47° 49' 1" N 23° 58' 11.5" E    | Somfalu                       |                        |
| Vale do Cosău                | Giulești              | Ferești                                    | 47° 49' 57.5" N 23° 57' 7" E    | Fejerfalu                     |                        |
| Vale do Cosău                | Giulești              | Mănăstirea                                 | 47° 48' 10" N 23° 55' 20" E     | Gyulamonostor                 |                        |
| Vale do Iza                  | Bârsana               | Bârsana                                    | 47° 49' 14" N 24° 3' 16" E      | Barczanfalva                  |                        |
| Vale do Iza                  | Bârsana               | Nănești                                    | 47° 50' 17" N 24° 0' 39" E      | Nanfalu / Nánfalva            |                        |
| Vale do Iza                  | Bogdan Vodă           | Cuhea                                      | 47° 41' 25" N 24° 16' 6" E      | Izakonyha                     |                        |
| Vale do Iza                  | Botiza                | Botiza / Vișeu de Jos                      | 47° 43' 28" N 24° 21' 54" E     | Batiza / Alsóvisó             |                        |
| Vale do Iza                  | Călinești             | Văleni                                     | 47° 47' 5" N 24° 0' 59" E       | Mikolapatak                   |                        |
| Vale do Iza                  | Dragomirești          | Dragomirești                               | 47° 40' 8" N 24° 17' 42" E      | Dragomérfalva                 |                        |
| Vale do Iza                  | Ieud                  | Ieud Deal                                  | 47° 40' 35" N 24° 14' 11" E     | Jód                           |                        |
| Vale do Iza                  | Ieud                  | Ieud Șes                                   | 47° 40' 33.5" N 24° 13' 49" E   | Jód                           |                        |
| Vale do Iza                  | Oncești               | Oncești                                    | 47° 50' 44" N 23° 58' 50.8" E   | Váncsfalva                    |                        |
| Vale do Iza                  | Poienile Izei         | Poienile Izei                              | 47° 41' 56" N 24° 6' 48" E      | Sajo Polyana                  |                        |
| Vale do Iza                  | Rozavlea              | Rozavlea                                   | 47° 44' 6" N 24° 13' 34" E      | Rozávlya                      |                        |
| Vale do Iza                  | Săliștea de Sus       | Săliștea de Sus (Nistorești)               | 47° 39' 45" N 24° 21' 21" E     | Felsőszelistye                |                        |
| Vale do Iza                  | Săliștea de Sus       | Săliștea de Sus (Buleni)                   | 47° 39' 29.2" N 24° 21' 3.4" E  | Felsőszelistye                |                        |
| Vale do Iza                  | Șieu                  | Șieu                                       | 47° 42' 45" N 24° 11' 29" E     | Sajó                          |                        |
| Vale do Iza                  | Strâmtura             | Glod                                       | 47° 43' 29.5" N 24° 4' 43" E    | Glód                          |                        |
| Vale do Iza                  | Strâmtura             | Slătioara                                  | 47° 45' 17" N 24° 5' 26" E      | Szlatinka / Izasópatak        |                        |
| Vale do Iza                  | Strâmtura             | Strâmtura                                  | 47° 46' 22" N 24° 8' 7" E       | Szurdok                       |                        |
| Vale do Iza                  | Vadu Izei             | Valea Stejarului                           | 47° 52' 20.4" N 23° 59' 15.7" E | Disznópataka                  |                        |
| Vale do Mara                 | Desești               | Desești                                    | 47° 46' 26.7" N 23° 51' 19" E   | Desze                         |                        |
| Vale do Mara                 | Desești               | Hărnicești                                 | 47° 47' 0.3" N 23° 53' 5.7" E   | Hernecs                       |                        |
| Vale do Mara                 | Giulești              | Berbeşti                                   | 47° 51' 5" N 23° 55' 40" E      | Bárdfalva                     |                        |
| Vale do Mara                 | Ocna Șugatag          | Breb                                       | 47° 44' 55.5" N 23° 54' 16.5" E | Breb                          |                        |
| Vale do Mara                 | Ocna Șugatag          | Hoteni                                     | 47° 46' 11.8" N 23° 54' 3.7" E  | Hotinka                       |                        |
| Vale do Mara                 | Ocna Șugatag          | Sat-Șugatag                                | 47° 48' N 23° 54' 17" E         | Falusugatag                   |                        |
| Vale do Vișeu                | Borșa                 | Borșa din Jos                              | 47° 39' 24" N 24° 38' 45" E     | Borsa                         |                        |
| Vale do Vișeu                | Crăciunești           | Crăciunești                                | 46° 28' 51" N 24° 34' 53" E     | Karacsonfalu / Nyárádkarácson |                        |
| Vale do Vișeu                | Moisei                | Mănăstirea Moisei                          | 47° 38' 7" N 24° 32' 45.4" E    | Mojszen                       |                        |
| Vale do Vișeu                | Moisei                | Moisei Josani                              | 47° 39' 22" N 24° 32' 41" E     | Mojszen                       |                        |
| Vale do Vișeu                | Moisei                | Moisei Susani                              | 47° 39' 22" N 24° 32' 41" E     | Mojszen                       |                        |
| Vale do Vișeu                | Poienile de sub Munte | Poienile de sub Munte                      | 47° 49' 15.6" N 24° 26' 10" E   | Ruszpolyánai                  |                        |
| Vale do Vișeu                | Repedea               | Repedea                                    | 47° 50' 7" N 24° 23' 52" E      | Ruszkirva                     |                        |
| Vale do Vișeu                | Rona de Jos           | Rona de Jos                                | 47° 55' 36.5" N 24° 0' 43" E    | Felsö Rona / Alsóróna         |                        |
| Vale do Vișeu                | Ruscova               | Ruscova-Oblaz                              | 47° 48' 58.6" N 24° 19' 23.4" E | Ruszkova / Visóoroszi         |                        |
| Parte ucraniana de Maramureș | Kust                  | Crăinicești                                | 48° 7' 13" N 23° 26' 15" E      | Mihálka / Steblivka           | Krainykovo             |
| Parte ucraniana de Maramureș | Kust                  | Dănilești                                  | 48° 8' 46" N 23° 27' 18" E      | Sófalva / Husztsófalva        | Danylovo               |
| Parte ucraniana de Maramureș | Kust                  | Duboșari                                   | 48° 5' 20" N 23° 25' 45" E      | Száldobos                     | Steblivka              |
| Parte ucraniana de Maramureș | Kust                  | Săclânța                                   | 48° 8' 46" N 23° 27' 18" E      | Szeklence                     | Sokyrnytsia            |
| Parte ucraniana de Maramureș | Rakhiv                | Apșa de Mijloc Susani                      | 47° 58' 58" N 23° 54' 1" E      | Középapsa                     | Sredneye Vodyanoye     |
| Parte ucraniana de Maramureș | Rakhiv                | Apșa de Mijloc Josani                      |                                 | Középapsa                     | Sredneye Vodyanoye     |
| Parte ucraniana de Maramureș | Rakhiv                | Apșița Veche                               | 48° 4' 27" N 23° 57' 35" E      | Felso-Apsa-Apsicza / Kisapsa  | Voditsa                |
| Parte ucraniana de Maramureș | Rakhiv                | Poiana Cobilei / Poiana Cobâlea / Cărpiniș | 48° 3' 39" N 24° 4' 17" E       | Gyertyánliget                 | Kobyletska Poliana     |
| Parte ucraniana de Maramureș | Tiachiv               | Apșa din Jos, Părău                        | 47° 59' 47" N 23° 49' 48" E     | Alsóapsa                      | Nizsnya Apsa / Dibrova |
| Parte ucraniana de Maramureș | Tiachiv               | Darva                                      | 48° 9' 47.8" N 23° 36' 4.6" E   | Darva                         | Kolodne                |
| Parte ucraniana de Maramureș | Tiachiv               | Domneștii Mari I                           | 48° 3' 28" N 23° 32' 3" E       | Úrmező                        | Ruske Pole             |
| Parte ucraniana de Maramureș | Tiachiv               | Domneștii Mari II                          |                                 | Úrmező                        | Ruske Pole             |
| Parte ucraniana de Maramureș | Tiachiv               | Duleni                                     | 48° 8' 18" N 23° 35' 6" E       | Dulfalva                      | Dulovo                 |
| Parte ucraniana de Maramureș | Tiachiv               | Gănești / Hanîci                           | 48° 7' 30" N 23° 49' 26" E      | Gánya                         | Ganychi                |
| Parte ucraniana de Maramureș | Tiachiv               | Nereșnița / Neresnîțea                     | 48° 6' 57" N 23° 46' 8" E       | Nyéresháza / Neresznicze      | Neresnytsia            |
| Parte ucraniana de Maramureș | Tiachiv               | Săliștea de Jos                            |                                 | Szelistye                     | Nyzhnie Selyshche      |
| Parte ucraniana de Maramureș | Tiachiv               | Târnova                                    | 48° 4' 26" N 23° 44' 20" E      | Kökényes                      | Ternovo                |
| Parte ucraniana de Maramureș | ?                     | Sândreni                                   |                                 | Sandorfalva                   | Olexandrivka           |
| Notas: 1. 2. 3. 4. 5.        |                       |                                            |                                 |                               |                        |